# Pauline de Haan-Manifarges
Anna Paulina (Pauline) de Haan-Manifarges (Rotterdam, 4 april 1872 – Hilversum, 2 mei 1954) was een Nederlands zangeres. Haar stembereik was alt.
Zij werd geboren binnen het gezin van koopman Johannes Manifarges en Catharina Maria Kraak. Zijzelf huwde in 1897 Jacques de Haan, broer van componist/dirigent Willem de Haan. Ze is rond 1900 geportretteerd door schilder Hans Gunter, in 1950 schonk ze dat werk aan het Historisch Museum Rotterdam onder de voorwaarde dat het niet tijdens haar leven getoond werd. Ze is te Westerveld gecremeerd.
Haar muzikale opleiding kreeg zij aan het Rotterdamse Toonkunst-muziekschool van Ludwig Felix Brandts Buys. Later kreeg ze bij dat instituut tevens lessen van Paul Haase, een Duitse bariton, die aan die muziekschool lesgaf voordat hij een eigen zanginstituut begon. Hij zou diepte in haar stem hebben gebracht. Toen zij nog onder zijn vleugels leerde zong ze onverwachts mee in de Messiah van Georg Friedrich Händel bij een uitvoering in Osnabrück en kreeg lovende kritieken. Pianoles kreeg ze van Max van de Sandt. Daarna volgden opleidingen bij Julius Stockhausen in Frankfurt am Main en Anton van Rooy. Ze gaf daarna concerten in geheel Europa. Een aanbieding om in de Verenigde Staten te gaan zingen sloeg ze af. Haar grootste successen kende ze als oratoriumzangeres. Ze had wel een repertoire aan liederen, maar ze voelde zich te onzeker om een avondvullend programma te brengen. Ze was daarin niet de enige, haar vriendin (kunstzuster) de zangeres Aaltje Noordewier-Reddingius had hetzelfde probleem, maar wist dat te overwinnen. Ze heeft met die zangeres kerkconcerten gegeven en vormde met collegae Noorderwier, Johan Rogmans en Johan Messchaert een bijna vast kwartet binnen de uitvoeringen van de Matthäus-Passion.
In 1927 trok zij zich terug uit een actieve loopbaan en gaf verder nog les. Dat laatste kon ze daarvoor weinig uitoefenen, want ze was daarvoor te druk bezet. Maartje Offers is een leerlinge van Manifarges.
Het verhaal gaat dat ze ooit in Zürich een liederavond heeft gegeven met Johannes Brahms achter de piano. Haar stem is vastgelegd via enige opnamen via platenlabel Odeon. Gustav Mahler over haar in 1904: "Een klein dik wijfje, maar ze zingt schitterend" (tijdens repetities van zijn Derde symfonie in 1904; bij de uitvoering moest zij verstek laten gaan, ze was ziek). Alphons Diepenbrock droeg zijn Muss immer der Morgen wiederkommen (1899, première door Manifarges onder leiding van de componist) en Kann ich im Busen heisse Wünsche tragen (1902) aan haar op.
Enkele optredens:
- 27 november 1894: haar debuut in het Concertgebouw: Grote Zaal: Paulus van Felix Mendelssohn Bartholdy met Concertgebouworkest onder leiding van Julius Röntgen
- 20 en 21 oktober 1895: Zürich, Opening Neuen Tonhalle
- 17 oktober 1903: Arnhem Musis Sacrum; Arnhemsche Orkest Vereeniging: Nederlandse première van Symfonie nr. 3 van Gustav Mahler onder leiding van Martin Heuckeroth.
- 12 december 1920: haar afscheid van het Concertgebouw met Missa solemnis van Ludwig van Beethoven onder leiding van Willem Mengelberg met Aaltje Noorderwier en Jacques Urlus

- Biografisch Portaal: 41171554
- Gemeinsame Normdatei: 1068612657
- International Standard Name Identifier: 0000 0003 9703 4102
- Nederlandse Thesaurus van Auteursnamen: 070070598
- Virtual International Authority File: 292099164